# Strada statale 63 del Valico del Cerreto
La strada statale 63 del Valico del Cerreto (SS 63), così denominata fino a Reggio Emilia, strada provinciale 63 R del Valico del Cerreto (SP 63 R) da Reggio Emilia a Gualtieri, è una strada statale e provinciale che collega la Toscana all'Emilia-Romagna.
Importante passaggio degli Appennini tramite il Passo del Cerreto, posto a 1.261 metri di altitudine, costituisce assieme alla Strada Statale 62 della Cisa un collegamento diretto tra la costa tirrenica, la Lunigiana, le località dell'alto Appennino tosco-emiliano e la Pianura Padana emiliana.
In seguito al decreto legislativo n. 112 del 1998, dal 2001 la gestione del tratto Reggio Emilia - Gualtieri è passata dall'ANAS alla Regione Emilia-Romagna, che ha ulteriormente devoluto le competenze alla Provincia di Reggio Emilia. Quest'ultima ha denominato la strada come provinciale (SP 63 R) non essendoci in Emilia-Romagna la classificazione di strada regionale.

## Percorso
La strada ha inizio ad Aulla, dal bivio con la Strada Statale 62, poco prima del ponte sul torrente Aulella. Il primo tratto si sviluppa costeggiando il suddetto torrente, attraversando le frazioni di Pallerone e Serricciolo, prima di entrare in comune di Fivizzano.
Dopo aver passato le frazioni di Rometta e Soliera Apuana, inizia l'ascesa verso il comune capoluogo. In questi primi chilometri, la strada mantiene gran parte del percorso originario, con le uniche rettifiche effettuate nel tratto poco prima di Fivizzano in tempi recenti. Dopo aver passato il suddetto centro abitato e aver costeggiato Sassalbo, dopo svariati tornanti ed un tracciato molto tortuoso e impervio, la strada raggiunge il Passo del Cerreto ed entra in Emilia-Romagna, in provincia di Reggio Emilia.
Da qui prosegue con i tratti tipici della statale di montagna, incrociando Collagna (che viene superata con una variante), Acquabona, Nismozza, Busana, fino ad arrivare a Cervarezza Terme, sede amministrativa del comune di Ventasso. Dopo pochi chilometri da Cervarezza si raggiunge il valico di Sparavalle (973 m), ove la strada abbandona le pendici del monte Ventasso ed entra in territorio di Castelnovo ne'Monti. La discesa dallo Sparavalle, piuttosto ripida e con numerosi tornanti, incrocia le frazioni di Monteduro, Garfagnolo e Terminaccio, prima di entrare nel centro abitato di Castelnovo ne'Monti, principale località e punto di riferimento dell'Appennino reggiano, dove termina la ex Strada Statale 513 di Val d'Enza.
Da qui in avanti il tracciato della strada diventa più ampio e scorrevole, complice gli interventi di ammodernamento infrastrutturale: supera la popolosa località di Felina in variante, prima di entrare brevemente in comune di Carpineti e attraversare le località di Ardaceda, Campestrino e Ca' del Merlo. Da qui in poi il tracciato si sviluppa interamente in variante ed entra in comune di Casina, per ricongiungersi dopo circa 8 chilometri al suo tracciato originario a nord della località Bocco. Il vecchio e tortuoso tracciato (l'attuale Via Monte Portola/Via Roma/Via Don Pasquino Borghi) attraversava Branciglia, il centro abitato di Casina e, dopo numerosi tornanti in discesa, le località di Canala e Bocco.
L'ultimo percorso prima del capoluogo reggiano ricalca il tracciato originario e costeggia il corso del torrente Crostolo. Superato un tratto con molte curve e la località della Bettola, si entra nel comune di Vezzano sul Crostolo, dove poco dopo si entra nella frazione de La Vecchia. Dopo un altro punto tortuoso che costeggia l'ecoparco di Vezzano sul Crostolo, si entra nel centro abitato del suddetto comune. Da qui la strada abbandona le pendenze e le caratteristiche della strada di montagna e adotta pendenze distese e ampie curve tipiche del tracciato collinare. Superata la popolosa frazione di Puianello in comune di Quattro Castella, dove incrocia l'asse pedemontano della provincia di Reggio Emilia, la statale supera dolcemente Forche, prima di costeggiare la Vasca di Corbelli ed entrare in comune di Reggio Emilia, nella frazione di Rivalta, termine della gestione ANAS della strada e di conseguenza della classificazione come strada statale. Il tracciato urbano della SS63 procede verso nord superando i quartieri di Baragalla e Belvedere, prima di oltrepassare il torrente Crostolo tramite il settecentesco ponte di San Pellegrino, ed immettersi come Viale Umberto I nei viali di Circonvallazione della città, dove incrocia la Strada Statale 9 Via Emilia.
La statale si risepara dalla Circonvallazione a nord-ovest del capoluogo, proseguendo come viale Regina Elena/via Fratelli Manfredi e, superando i quartieri Gardenia e Tondo, entra nella zona industriale del Villaggio Crostolo, dove è presente una connessione con il casello autostradale di Reggio Emilia. Superata l'autostrada A1 e la ferrovia AV, la strada attraversa la frazione di Sesso prima di congiungersi con la variante al suddetto abitato.
Da quell'incrocio, il tracciato prosegue come Strada Provinciale 63 R del Valico del Cerreto, di competenza della Provincia di Reggio Emilia, e assume le caratteristiche della strada di pianura, con lunghi rettilinei e una sede stradale ristretta. Entra nel comune di Cadelbosco di Sopra, dove si dirama la ex Strada Statale 358 di Castelnovo, supera la frazione di Cadelbosco di Sotto e, dopo un lungo rettilineo, attraversa per l'ultima volta il torrente Crostolo ed entra in comune di Gualtieri, superando Santa Vittoria. Prima di entrare nel centro abitato di Gualtieri incrocia la variante Cispadana alla statale 62 (SP 62 R Var), e termina il suo percorso dopo oltre 137 km immettendosi nel tratto dismesso della Strada Statale 62 della Cisa a nord-est di Gualtieri, a pochi chilometri in linea d'aria con la sponda del fiume Po, che separa l'Emilia-Romagna dalla Lombardia.

## Storia

### XVIII secolo
Nel XVIII secolo era chiamata anche strada ducale o strada ducale di Lunigiana. 
Era questo un percorso appenninico irregolare e di antica origine, la cui sistemazione definitiva e parzialmente carrozzabile della strada ebbe inizio solo nel XVIII secolo, quando il duca Ercole III incaricò l'ingegnere Lodovico Bolognini della realizzazione della strada ducale di Castelnovo Monti, che si sarebbe collegata alla Lunigiana e da qui al mar Tirreno. 
Il progetto venne presentato nel 1785. Il cantiere si interruppe nel 1796, con l'avvento di Napoleone e gli eventi politici connessi alla dissoluzione del ducato. La strada era stata sistemata fino al tratto Reggio - Busana.
Nel 1788 l'antico percorso della strada viene così descritto da Lodovico Ricci nella Corografia dei Territori di Modena, Reggio e degli altri Stati appartenenti alla Casa d'Este:
Quindi prosiegue alla Casina, e poco dopo sormonta i due nuovi Ponti sovrapposti alli rivi Tassubio e Rezola, giunge a Migliara, scorre per Marola, attraversa i Feudi Pantano, San Donino, Busanella, e giunge a Fellina. Quivi trova un ramo di strada al Mezzodì, che passando la Secchia alla Gatta corre per Menozzo e Ligonchio a Sillano, e cala in Garfagnana. Da questo stretto ramo se ne stacca un altro, che volgendosi anche più a mattina stendesi per Quara, Gova, Romanoro, Pietravolta, S. Pellegrino, e scende pure a Castelnuovo di Garfagnana. Uscita di Fellina la Strada della Lunigiana piega al Ponente, passa sopra un Ponte il Rio di Carbonara, e lasciando sulla sinistra la Pietra di Bismantova, mette capo a Castelnovo ne' Monti.
Uscita di quella terra ritorna nella Giurisdizion di Bismantova, stendesi alle cale del Garfagnolo, entra nei Feudi di Busana, passa per le borgate di Cervarezza, e rivolta alla faccia di Meriggio corre sulla pendice di Ventasso. Non molto dopo attraversa il paese di Busana, e lasciando la Secchia alla sinistra continua sempre colla stessa direzione per le borgate di Nismozza, Aquabona e giunge a Culagna. Esce di Culagna rivolta a Ponente, e dopo qualche tratto passa sulla confluenza di due Torrenti detti Canalazzo e Biola, e li sormonta amendue in un bel ponte di cinque archi, poscia entra nel Feudo di Valbona, e taglia pel tratto di due miglia la pendice di macigno, che quasi perpendicolare sovrasta ivi alla Secchia sulla sinistra.
Quivi piegata al Meriggio cala nel fiume, indi sale al Cerreto, e ne attraversa l'abitato, poscia continuamente montando per due miglia e mezzo ginge alla cima dell'alpi fino ai confini di Sassarbio Giurisdizione di Fivizzano, paese della Lunigiana, e dominio del Gran-Ducato di Toscana»

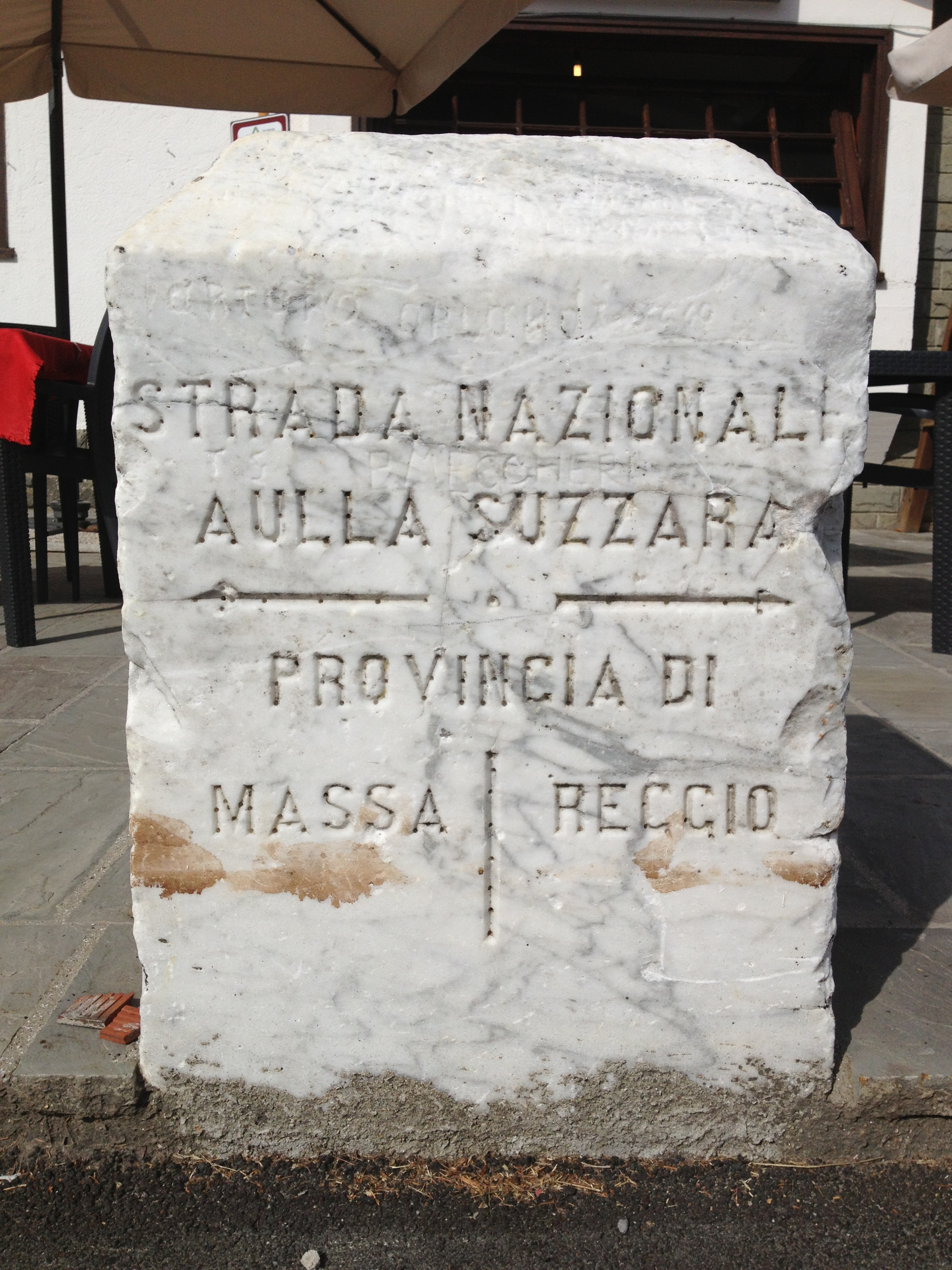
Pietra miliare della ex SS 63 in cima al Passo del Cerreto.

### XIX secolo

#### Periodo napoleonico
Il governo napoleonico, che aveva nella creazione di strade e ponti una delle maggiori priorità civili e militari, riprese il progetto estense immaginando un collegamento fra il mar Ligure e Adriatico attraverso il dipartimento del Crostolo (nuovo nome assunto dalla provincia di Reggio Emilia), sistemando la strada del Cerreto fra La Spezia e Reggio e da qui ripristinando il canale Naviglio, via d'acqua navigabile che si collegava al Po attraverso le località di Mancasale, Bagnolo in Piano, Novellara, Gualtieri. Del progetto della strada fu di nuovo incaricato, con altri esperti, l'ingegnere Bolognini, che lo presentò nel 1808. Il naviglio Reggio Po venne comunque sistemato nello stesso anno, mentre i lavori nella strada appenninica procedettero a rilento.

#### Restaurazione
Dopo il Congresso di Vienna l'Emilia e la Toscana erano di nuovo divisi in vari stati, tutti legati alla Casa d'Austria. Si riproponeva la questione del collegamento fra pianura padana e mar Tirreno e se fosse più conveniente il percorso della strada del Cerreto o quello della Cisa, nel Ducato di Parma. Nel 1818 una commissione formata da rappresentanti del Ducato di Parma, del duca di Modena e Reggio Francesco IV, del granduca di Toscana e dell'imperatore d'Austria esaminò il problema, ma le discussioni sul percorso e sui finanziamenti si protrassero fino al 1828. Alla fine il percorso definitivo, nel tratto toscano e ligure, passava dal valico del Cerreto per Fivizzano, Sarzana e Spezia. Nel 1831 la strada era in buona parte terminata.

#### Dopo l'Unità d'Italia

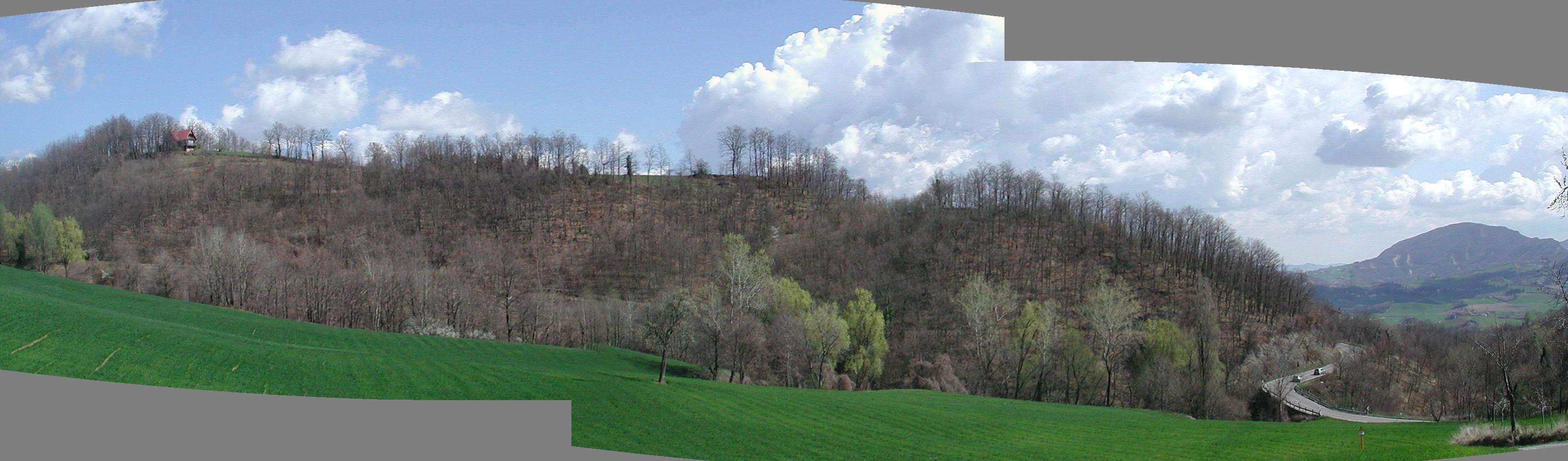
La strada statale 63 nella valle del Tresinaro.

Dopo l'Unità d'Italia la strada venne classificata come strada di interesse nazionale nº 23 (in seguito diverrà la nº 38 e infine la strada statale nº 63, come è tuttora). Vennero eseguite diverse rettifiche del tracciato, fra cui nel 1867 la rettifica Aulla - Fivizzano. Il nuovo Stato italiano diede impulso alle ferrovie e si pose la questione del tracciato di collegamento dell'Appennino nord - occidentale con la pianura Padana. Si pose di nuovo l'alternativa fra la strada della Cisa o quella del Cerreto, e prevalse la prima opzione, caratterizzata da un terreno notevolmente meno impervio. La ferrovia Parma-La Spezia fu inaugurata il 1º agosto 1894.

### XX secolo
Il tracciato della strada era piuttosto tortuoso e nel corso del XX secolo subì numerose rettifiche, prevalentemente nel tratto reggiano.
Negli anni '90 è stata realizzata in provincia di Reggio Emilia una variante a scorrimento veloce dalla località Bocco, in comune di Casina, alla località Ca’ del Merlo nel comune di Carpineti, lunga 7,6 km e composta da numerose gallerie e viadotti che hanno sostituito la statale storica, declassata a comunale, e reso più rapido il collegamento con il capoluogo reggiano. A questo tratto in variante, che comprende sei gallerie costruite tra il 1992 e il 1997, si è aggiunta nel 2017 la variante Bocco-Canala, già prevista nel progetto originale dell'ANAS del 1992, che evita la frazione del Bocco con due gallerie ed un viadotto, tagliando numerosi tornanti.
Le gallerie del nuovo tracciato ora sono 8, con le lunghezze che variano dai 300 m ai 2500 m (galleria Seminario). Sempre negli anni '90 è stata inaugurata la variante di Felina e la galleria “Costarella”, in comune di Castelnovo Monti.
Il 28 maggio 2004 è stata aperta la variante di Collagna, che con i suoi 2 km di lunghezza libera dal traffico il centro del piccolo comune montano e consente di accorciare ulteriormente i tempi di viaggio.
Ad aprile 2006, nell’ambito dei lavori dell’Alta Velocità, è stata realizzata nel territorio della frazione di Sesso, ad ovest di Reggio Emilia, una variante al tratto declassato della statale. L’arteria, che collega via dei Gonzaga (ex SS63) a via Hiroshima e alla conseguente viabilità verso sud, contribuisce ad alleggerire il traffico della frazione migliorandone la qualità urbana, e coincide con l’inizio della numerazione chilometrica del tratto di statale verso la bassa reggiana, declassato a provinciale (SP 63 R).
Nel settembre 2013 sono iniziati i lavori di adeguamento del tratto storico tra Cà del Merlo e Felina, che prevedevano l’allargamento della sede stradale, la parziale rettifica del tracciato mediante la costruzione di un nuovo ponte e il raddoppio di uno già esistente, e quindi un collegamento più fluido tra le gallerie e la variante di Felina; l’adeguamento si è concluso nel 2015. Infine, tra il 2013 e il 2019 è avvenuta l’apertura della variante “del Ponte Rosso”, che evita uno stretto tornante semplificando l’accesso al centro abitato di Castelnovo Monti.
Con la conclusione dei lavori nel 2019, l’intero tratto tra la località Bocco di Casina e Castelnovo ne'Monti, pari a circa 17 km, è stato ammodernato. In futuro si provvederà a realizzare una variante che sostituisca l’attuale tracciato che dalla località Bocco procede fino a Reggio Emilia, attualmente il tratto più problematico della statale in quanto sono presenti molte curve in una sede stradale piuttosto stretta, ed è percorso giornalmente da numerosi pendolari che dalle località dell’Appennino scendono a lavorare nel capoluogo.
A fine 2020 sono iniziati i lavori di ammodernamento della galleria “Casina”, completati a giugno 2021. Nel 2022 è stata avviata una parziale riqualificazione della galleria “Seminario”, danneggiata in parte dall’incendio di un autobus extraurbano il 24 febbraio dello stesso anno.

## Per i ciclisti
Caratteristiche dell'ascesa al passo del Cerreto dal versante toscano.
Partendo da Aulla in direzione della strada statale 63 prima di iniziare la vera salita bisogna attraversare alcune frazioni di Aulla: Pallerone e Serricciolo, dopodiché si entra senza più abbandonarlo nel comune di Fivizzano passando per i paesi di Rometta, Soliera e Cormezzano. Dopo quest'ultimo la strada incomincia a salire anche se in modo molto dolce verso Fivizzano. Questo tratto di circa 7 km ha le pendenze maggiori alla fine; il chilometro prima di Fivizzano presenta pendenze interessanti, così come il passaggio attraverso il medesimo paese. A Fivizzano per giungere al passo del Cerreto mancano ancora 18 km: i più duri!
La salita dopo aver passato Verrucola si fa subito molto impegnativa, le pendenze in alcuni tratti arrivano al 10%; questo tratto "duro" è lungo 4–5 km, dopo la strada spiana leggermente presentando un breve tratto di pianura. L'ascesa però riprende subito, e porta alla pieve di San Paolo; questo tratto presenta una difficoltà media, con due rettilinei abbastanza lunghi. Appena prima del bivio per Sassalbo c'è una piccola discesa che serve da trampolino di lancio per gli ultimi 6 km, dei quali i primi due sono impegnativi, quelli centrali più semplici e gli ultimi due molto impegnativi, i più lunghi. Con una curva molto lunga ed un ultimo pezzo di 400 m si arriva al passo del Cerreto a quota 1261 m compiendo in quasi 40 km un dislivello di 1200 m. 
Questa è una salita lunga, la più lunga della Lunigiana, ma non impossibile, anche perché presenta alcuni tratti nei quali si può rifiatare.
La discesa dal passo verso Aulla è abbastanza veloce, un paio di volte si possono superare i 70 km/h, l'asfalto paragonato a quello degli altri passi lunigianesi è buono.

## Per i motociclisti
Il tratto di strada a ridosso del passo del Cerreto è particolarmente apprezzata dai mototuristi, in virtù delle innumerevoli curve e dei paesaggi spettacolari che attraversa.